# Bolivar Peninsula
Bolivar Peninsula é uma Região censo-designada localizada no estado norte-americano do Texas, no Condado de Galveston.

## Demografia
Segundo o censo norte-americano de 2000, a sua população era de 3853 habitantes.

## Geografia
De acordo com o United States Census Bureau tem uma área de 
120,8 km², dos quais 117,0 km² cobertos por terra e 3,8 km² cobertos por água.

## Localidades na vizinhança
O diagrama seguinte representa as localidades num raio de 36 km ao redor de Bolivar Peninsula. 